# Siège de Béjaïa (1331-1332)
Pour les articles homonymes, voir Siège de Béjaïa.
Le siège de Béjaïa de 1331-1332 est une tentative zianide de s'emparer de Béjaïa. L'intervention décisive de la flotte mérinide, en coordination avec une armée hafside provenant de Tunis, permet de lever le siège.

## Déroulement
En 1331, le sultan zianide Abû Tâshfîn tente un assaut surprise contre la ville de Béjaïa, mais le retour d'expédition du vizir Ibn Saïd le met en échec. Les Zianides décident d'assiéger la ville et font construire un fort à l'embouchure de la Soummam, précisément à Al Yakuta, dans le but de bloquer et harceler constamment Béjaïa. Abû Tâshfîn renforce également la forteresse stratégique de Temzezdekt, qui permet le blocage des communications de la ville, coupant ainsi tout renfort hafside en provenance de Constantine ou Tunis. Il confie le commandement du siège à Aïssa ben Mezrouâ, puis rentre à Tlemcen.
Entre-temps, Abu al-Hasan succède à son père Abû Saïd qui décède. Abu al-Hasan respecte l'alliance signé avec les Hafsides, et décide de tout faire pour les soutenir à Béjaïa. Cependant, son frère Abou Ali menace son trône. Après une expédition menée contre lui à Sijilmassa, dans laquelle Abou Ali se soumet à lui, Abu al-Hasan a enfin les mains libres pour soutenir son allié hafside. Il envoie tout d'abord une ambassade sommer les Zianides de lever le siège, mais elle est mal reçue et méprisée. Furieux, Abu al-Hasan rentre officiellement en guerre et mène une campagne sur Tlemcen,.
Les Mérinides atteignent Tlemcen, dont ils n'arrivent pas à s'emparer, puis s'établissent à Tessala. Le sultan mérinide Abu al-Hasan envoie ensuite une flotte pour dégager Béjaïa, en coordination avec une armée hafside placée sous le commandement d'Abu Yahya, en provenance de Tunis, L’armée du sultan mérinide Abû al-Hassan était sous le commandement de Muhammad Ibn Abî Bakr al-Baṭṭîwî . Les forces coalisées réussissent à balayer les citadelles de Temzezdekt et Al Yakuta, complètement détruites, mettant ainsi fin au siège.